# Damalis dorsalis
Damalis dorsalis är en tvåvingeart som först beskrevs av Walker 1856.  Damalis dorsalis ingår i släktet Damalis och familjen rovflugor. Inga underarter finns listade i Catalogue of Life.